# أوتكيربيك هيدروف
أوتكيربيك هيدروف (مواليد 25 يناير 1974) هو ملاكم أوزباكستاني، مثّل بلاده في الألعاب الأولمبية الصيفية في دورتي 2000 و2004.

## روابط خارجية
أوتكيربيك هيدروف على موقع بوكس ريك (الإنجليزية) (registration required)
- أوتكيربيك هيدروف على موقع اللجنة الأولمبية الدولية (الإنجليزية)
- أوتكيربيك هيدروف على موقع أوليمبيديا (الإنجليزية)